# Vulkanembryo Molach
Vulkanembryo Molach (umgangssprachlich nur Molach) ist ein flächenhaftes Naturdenkmal und ein Geotop auf dem Gebiet der baden-württembergischen Gemeinde Erkenbrechtsweiler im Landkreis Esslingen.

## Kenndaten
Das Naturdenkmal wurde mit Verordnung vom 25. August 1983 ausgewiesen.

## Lage und Beschreibung
Das Naturdenkmal liegt am westlichen Rand des Alb-Plateaus Erkenbrechtsweiler, Urach-Kirchheimer Vulkangebiet, Mittlere Schwäbische Alb.
Es handelt sich um eine maarähnliche Mulde rundlichen Umrisses (Durchmesser ca. 120 Meter), in deren Ostteil sich eine flache, zeitweise wassergefüllte Vertiefung (Durchmesser ca. 35 Meter, Tiefe ca. drei Meter) befindet. Die Mulde mit der Vertiefung stellt den Anschnitt eines kleinen, nur im Miozän aktiven phreatomagmatischen Vulkans dar und entstand durch Nachsacken (Kompaktion) des Schlotinhaltes (u. a. Basalttuff). Die für auf der Albhochfläche gelegene Schlote des Schwäbischen Vulkans typische Hohlform ist bereits von der nahe gelegenen Oberkante des Albtraufs ausgehend erosiv angeschnitten.
Die Molach ist unter dem Namen Vulkanembryo Molach SW Erkenbrechtsweiler auch als Geotop geschützt.
In früheren Zeiten wurde der mit Wasser gefüllte Teil als Badestelle genutzt.